# نيفيل تشامبرلين
 آرثر نيفيل تشامبرلين (بالإنجليزية: Arthur Neville Chamberlain)‏ رئيس وزراء ووزير بريطاني أسبق (18 مارس 1869 - 9 نوفمبر 1940) وهو سياسي ينتمي إلى حزب المحافظين. ولد نيفيل تشامبرلين عام 1869 وهو ابن جوزيف تشامبرلين أحد زعماء حزب المحافظين، ووزير المالية في وزارة سالسبوري وصاحب مبدأ التفضيل الإمبراطوري كما أنه أخ (غير شقيق) لأوستن تشامبرلين؛ وزير الخارجية في وزارة ستانلي بلدوين.

## تدرجه في المناصب
اتصلت سيرة نيفيل تشامبرلين بمقدمات الحرب العالمية الثانية، إذ أنه لم يصبح عضوًا في البرلمان إلٌا في سن الخمسين من عمره، إذ كان قبلها قد وجّه اهتمامه إلى الأعمال التجارية وقضايا الحكم المحلي. كان رئيسًا لبلدية مدينة برمنغهام ومثّل المدينة بعدها في البرلمان عام 1918 وحتى نهاية حياته. وبفضل خبرته السابقة بحكم منصبه رئيسًا للبلدية نجح تشامبرلين في منصب وزير الصحة الذي تولاه في عهود حكومات حزب المحافظين للفترة ما بين 1923 1928 وفي شهر تشرين الثاني/ نوفمبر 1931 خلف سنودن إلى منصب وزير المالية الذي بقي فيه حتى أصبح خلفًا لبلدوين في منصب رئيس الوزراء وذلك في شهر آيار/ مايو عام 1937، وفي العام نفسه انتخب رئيسًا لحزب المحافظين.

## منصبي النائب والوزير (1919 - 1937)

### النهوض والتقدم من المنصة الخلفية
أدخل تشامبرلين نفسه في العمل البرلماني، شاعرًا بالحسد من الأوقات التي عجز فيها عن حضور المناقشات وقضاء وقت أطول في العمل مع اللجان. عُيّن لمنصب رئيس اللجنة الوطنية للمناطق غير الصحية (1919-21) ومن هذا المنصب، زار تشامبرلين الأحياء الفقيرة في لندن وبرمنجهام وليدز وليفربول وكارديف. وبالتالي، في مارس عام 1920، عرض عليه أندرو بونار لو وظيفة مبتدئة في وزارة الصحة والرعاية الاجتماعية بالنيابة عن رئيس الوزراء، لكن تشامبرلين لم يكُن يرغب في مزاولة الخدمة في عهد لويد جورج، ولم يُعرض عليه أي مناصب أخرى لاحقًا أثناء رئاسة لويد جورج. عندما استقال لو من منصبه كزعيم للحزب، تولَّى أوستن تشامبرلين منصب رئيس الاتحاد في البرلمان. كان زعماء النقابات على استعداد لخوض انتخابات عام 1922 في ائتلاف مع لويد جورج ليبراليز، لكن في 19 أكتوبر، عقد نواب نقابيون اجتماعًا صوتوا فيه لخوض الانتخابات كحزب واحد. استقال لويد جورج، ثم استقال أوستن تشامبرلين، واستُدعي لو من التقاعد لرئاسة الاتحاد بمنصب رئيس للوزراء.
رفض العديد من ذوي الشأن الاتحاديين العمل تحت رئاسة لو لصالح تشامبرلين، الذي ارتقى على مدى عشرة أشهر من المنصة الخلفية إلى رئيس المجلس الخاص للمملكة المتحدة. في البداية، عيَّن لو تشامبرلين لمنصب مدير عام البريد وأدى تشامبرلين اليمين الدستورية أمام المجلس الخاص للمملكة المتحدة. عندما خسر السير آرثر غريفيث بوسكاوين، وزير الصحة، مقعده في انتخابات عام 1922 إلى جانب هزيمته في انتخابات داخلية في مارس 1923 على يد وزير الداخلية المستقبلي جيمس شوتر إيد، عرض لو المنصب على تشامبرلين. بعد شهرين، شُخّص لو بسرطان الرأس والعنق. وعلى إثر ذلك، قدَّم استقالته وحلَّ محله مستشار الخزانة ستانلي بلدوين. في أغسطس عام 1923، عيَّن بلدوين تشامبرلين في منصب وزير المالية.
خدم تشامبرلين خمسة أشهر فقط في المنصب قبل هزيمة المحافظين في الانتخابات العامة التي جرت عام 1923. أصبح رامزي ماكدونالد أول رئيس وزراء من حزب العمال، لكن حكومته سقطت خلال أشهر، ما استلزم انتخابات عامة أخرى جديدة. وبهامش لا يتجاوز 77 صوت، فاز تشامبرلين بفارق ضئيل على مرشح حزب العمل أوزوالد موزلي، الذي قاد اتحاد الفاشيين البريطاني فيما بعد. ومع اعتقاده بأنه سيخسر في حال وقف مرة أخرى في دائرة برمنغهام لاداوود الانتخابية، فقد نظَّم تشامبرلين حملة انتخابية في بيرمينجهام، إجباستون، منطقة المدينة التي ولد فيها والتي كانت مقعدًا أكثر أمانًا بالنسبة له، فاز الاتحاد في الانتخابات، لكن تشامبرلين رفض أن يعود إلى منصبه كمستشار إذ أنه كان يُفضّل منصبه السابق كوزير للصحة والرعاية الاجتماعية.
في غضون أسبوعين من تعيينه وزيرًا للصحة، عرض تشامبرلين على مجلس الوزراء أجندة تتضمن 25 تشريع كان يأمل في أن يتم أخذهم بعين الاعتبار. قبل أن يترك منصبه في عام 1929، كان قد أقرَّ 21 قانون من أصل 25. سعى تشامبرلين إلى إلغاء مجالس إعانة الفقير، والتي كانت مسؤولة عن أسعار الضرائب في بعض المناطق. كانت العديد من المجالس خاضعة لسيطرة حزب العمال، وكانت هذه المجالس قد تحدت الحكومة بتوزيع أموال الإغاثة على العاطلين القادرين على العمل. في عام 1929، استهل تشامبرلين قانون الحكومة المحلية لعام 1929 لإلغاء مجالس القانون الرديئة بالكامل. تحدث تشامبرلين في مجلس العموم لمدة ساعتين ونصف في القراءة الثانية لمشروع القانون، وعندما اختتم، حظي خطابه بترحيب جميع الأطراف. وقد تم إقرار مشروع القانون كقانون رسمي.
على الرغم من أن تشامبرلين قد سجل ملاحظة تصالحية أثناء الإضراب العام عام 1926، إلا أنه على العموم كان على علاقة سطحية مع المعارضة العمالية. اشتكى رئيس وزراء حزب العمل المستقبلي، كليمنت أتلي، من أن تشامبرلين «يعاملنا بالسوء دومًا»، وفي إبريل من عام 1927، كتب تشامبرلين: «أشعر بالازدراء المُطلق من غبائهم المُؤسف». وقد لعبت علاقاته السيئة مع حزب العمل دورًا رئيسيًا في سقوطه كرئيس للوزراء.

### المعارضة والولاية الثانية لمنصب المستشار
دعا بلدوين إلى إجراء انتخابات عامة في 30 مايو من عام 1929، الأمر الذي أدى إلى تعليق البرلمان مع حصول حزب العمال على أغلبية المقاعد. في عام 1931، واجهت حكومة ماكدونالد أزمة خطيرة عندما كشف تقرير مايو أن الميزانية غير متوازنة، مع عجز متوقع قدره 120 مليون جنيه إسترليني. استقالت حكومة حزب العمال في 24 أغسطس، وشكَّل ماكدونالد حكومة وطنية يدعمها معظم نواب المحافظين. وبالتالي، عاد تشامبرلين مرة أخرى إلى وزارة الصحة.
بعد الانتخابات العامة التي جرت في عام 1931، والتي فاز فيها مؤيدو الحكومة الوطنية (أغلبهم من المحافظين) بفوز ساحق، عيَّن ماكدونالد تشامبرلين لمنصب وزير المالية. وهنا اقترح تشامبرلين تعريفة بنسبة 10% على السلع الأجنبية، وخفض أو عدم فرض تعريفات على السلع من مناطق المستعمرات ودول دومينيون. دعا جوزيف تشامبرلين إلى سياسة مماثلة، «الأفضلية الإمبراطورية»؛ وقد وضع نيفيل تشامبرلين مشروع القانون أمام مجلس العموم في 4 فبراير من عام 1932، واختتم خطابه بالإشارة إلى مدى ملاءمة سعيه إلى سن القانون الذي اقترحه والده. وفي نهاية الخطاب، سار السير أوستن تشامبرلين من المقاعد الخلفية وصافح شقيقه. بعد ذلك، أقرَّ البرلمان قانون رسوم الاستيراد لعام 1932 بسهولة مُطلقة.
قدَّم تشامبرلين أول ميزانية له في إبريل عام 1932. وقد حافظ على التخفيضات الحادة في الميزانية التي تم الاتفاق عليها مع الحكومة الوطنية. كانت الفائدة على ديون الحرب تكلفة كبيرة وضخمة. خفَّض تشامبرلين سعر الفائدة السنوي على أغلب ديون الحرب في بريطانيا من 5% إلى 3. 5%. وبين عامي 1932 و 1938، خفَّض تشامبرلين النسبة المئوية من الميزانية المخصصة للفائدة على ديون الحرب إلى النصف تقريبًا.

#### ديون الحرب
أعرب تشامبرلين عن أمله في أن يتم التفاوض على إلغاء ديون الحرب المستحقة للولايات المتحدة. في يونيو عام 1933، استضافت بريطانيا المؤتمر النقدي والاقتصادي العالمي، الذي لم يتوصل لأي نتيجة بسبب إرسال الرئيس الأميركي فرانكلين روزفلت بكلمة مفادها أنه لن ينظر في أي إلغاء لديون الحرب. وبحلول عام 1934، تمكَّن تشامبرلين من إعلان فائض في الميزانية وعكس العديد من التخفيضات في تعويضات البطالة ومرتبات موظفي الخدمة المدنية التي كان قد قدمها بعد توليه منصبه. وقد صرَّح أمام مجلس العموم: «لقد انتهينا الآن من قصة المنزل الكئيب وها نحن نجلس بعد ظهر اليوم للاستمتاع بالفصل الأول من الآمال العظيمة».

#### الإنفاق على الرفاهيات
يقع عاتق إنشاء مجلس مساعدة العاطلين عن العمل (يو إيه بي، الذي أنشئ بموجب قانون البطالة عام 1934)، على تشامبرلين إلى حد كبير، الذي بدوره قد أعرب عن رغبته في أن يتم استبعاد مسألة مساعدة العاطلين عن العمل والبطالة من الجدل السياسي الحزبي. وعلاوة على ذلك، فقد رأى تشامبرلين «أهمية توفير بعض الاهتمام بالحياة للأعداد الكبيرة من الرجال الذين ليس من المرجح أن يحصلوا على عمل»، ومن هذا الإدراك، وقعت على عاتق المجلس مسؤولية «تقديم الرفاهية» وليس فقط المساعدة للعاطلين عن العمل.

## سياسته الخارجية
تميزت سياسته الخارجية بالحرص على السلام، فعمل على إلغاء العقوبات التي فرضتها عصبة الأمم ضد إيطاليا بعد غزو الحبشة، وإعلان حياد إنجلترا في الحرب الأهلية الإسبانية، وعدم الاحتجاج على ضم ألمانيا للنمسا. عقد هو ونظيره الفرنسي إدوار دلادييه معاهدة ميونخ مع ألمانيا النازية في نهاية سبتمبر 1938 بغية استرضاء زعيمها هتلر وحقن الدماء، وباستيلاء هذه الأخيرة على تشيكوسلوفاكيا في مارس/اذار 1939 ثم مهاجمة بولندا بدلت بريطانيا سياستها الخارجية باقرار مساعدة كل من بولندا ورومانيا واليونان وتركيا، وبعد دخول بريطانيا الحرب عام 1940 وفشل حملة النرويج أثار البرلمان حملة ضده مما أدى إلى استقالته في 10 مايو 1940 وخلفه تشرشل. جدير بالذكر انه عندما باشر تشامبرلين شخصيًا إدارة السياسة الخارجية رغم عدم خبرته بشؤون أوروبا لذا اعتمد على التقارير الخاصة التي كان يقدمها له مستشاره الخاص السير هوراس ولسون أكثر من اعتماده على المعلومات التي كانت تصله من وزراء الخارجية وهم إيدن (الذي استقال في شهر شباط/ فبراير عام 1938 بعد الإحباط) وهاليفاكس، واعتقد تشامبرلين بإمكانية احتواء الشكاوى من ألمانيا بعقد محادثات مباشرة مع هتلر. على هذا الأساس قام فعلاً بزيارة هتلر خلال أزمة تشيكوسلوفاكيا عام 1938 في بربختسغادن وغودسبرغ،

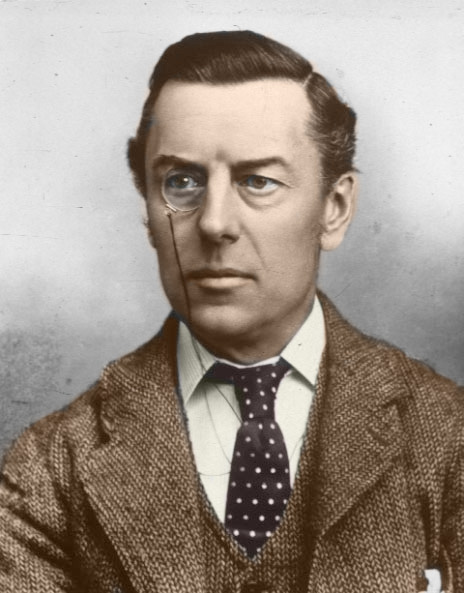
جوزيف تشامبرلين، والد نيفيل

## الحرب على ألمانيا
لم يتخل تشامبرلين عن محاولات استرضاء هتلر اجتنابا لشره، إلا عند الاحتلال النازي لمدينة براغ في شهر آذار/ مارس 1939 وحينذاك حاول إقامة تحالف مع بولندا ورومانيا واليونان، وبموجب تحالفه مع الأولى أعلنت حكومته الحرب على ألمانيا في شهر أيلول/ سبتمبر 1939، وظهرت واضحة للعيان مواقف تشامبرلين المترددة إضافة إلى سوء تحكمه في علاقاته الشخصية ظهرت خلال فصل الشتاء الأول من فترة الحرب، وقد قدم استقالته بعد احتلال ألمانيا للنرويج، ولكنه بقي في منصب رئيس مجلس اللوردات في حكومة تشرتشل الائتلافية حتى وفاته بعد ستة أشهر.

## روابط خارجية
- نيفيل تشامبرلين على موقع IMDb (الإنجليزية)
- نيفيل تشامبرلين على موقع الموسوعة البريطانية (الإنجليزية)
- نيفيل تشامبرلين على موقع ميوزك برينز (الإنجليزية)
- نيفيل تشامبرلين على موقع إن إن دي بي (الإنجليزية)
- نيفيل تشامبرلين على موقع ديسكوغز (الإنجليزية)
- نيفيل تشامبرلين على موقع قاعدة بيانات الفيلم (الإنجليزية)